# Liste des cantons de la Creuse

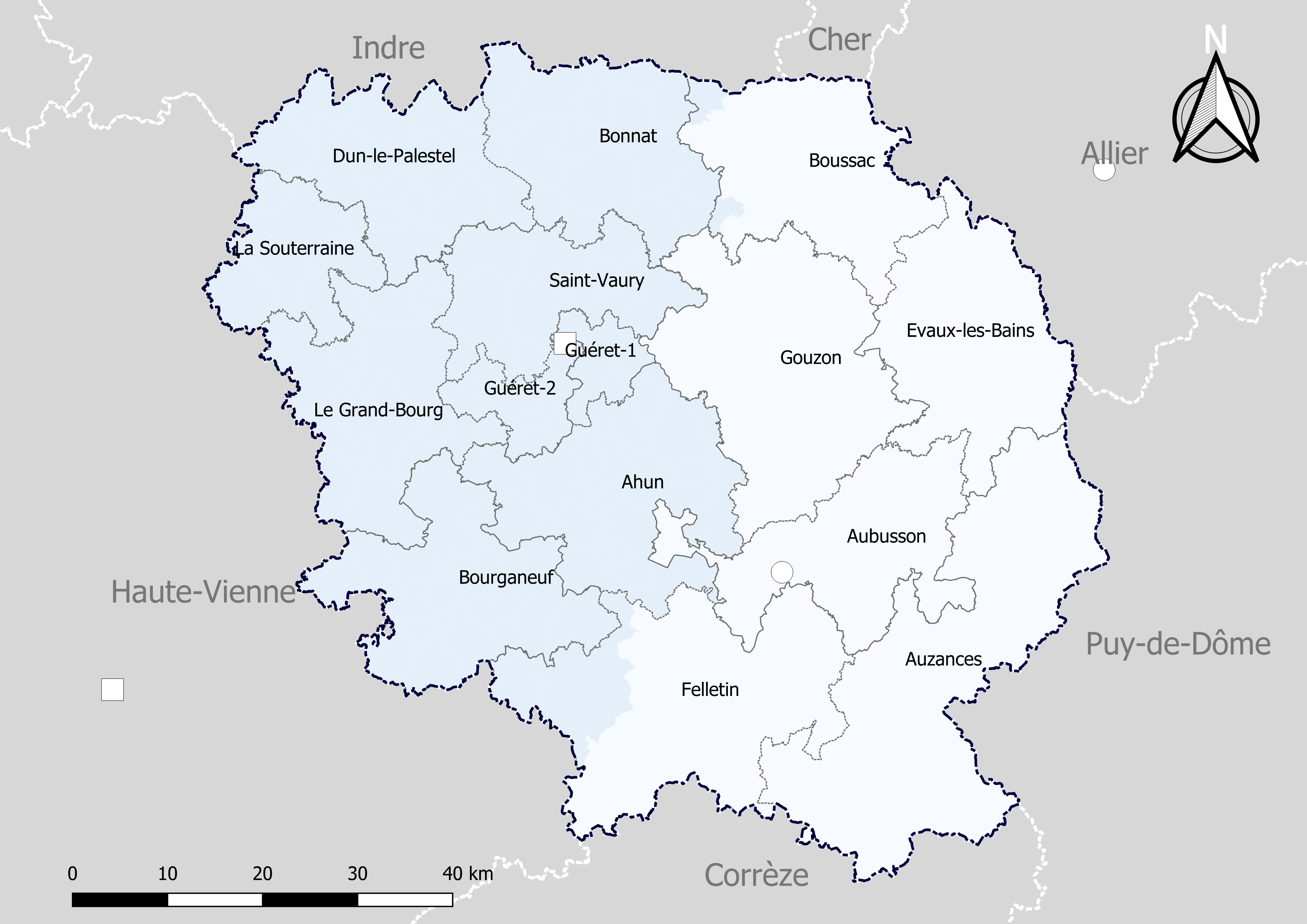
Découpage cantonal du département de la Creuse, avec en surimpression les arrondissements (en nuances de bleu) - Carte arrêtée au 1er janvier 2019.

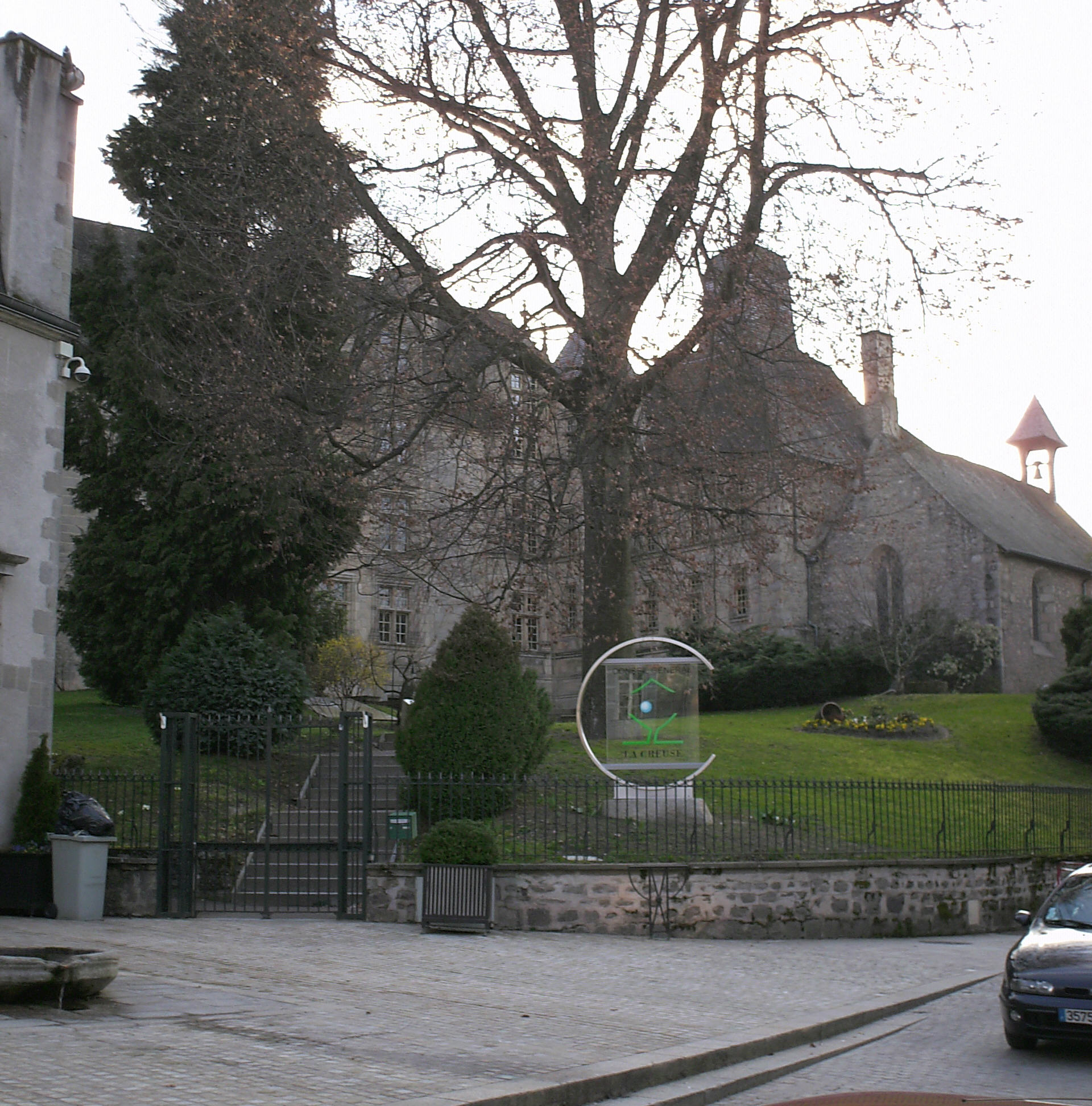
L'Hôtel des Moneyroux à Guéret est le siège du Conseil départemental

Le département de la Creuse comptait 27 cantons depuis 1973. À partir de 2015, ce nombre est réduit à 15 à la suite du redécoupage cantonal de 2014.

## Histoire

### Période de 1973 à 2015
Depuis la division de l'ancien canton de Guéret en 3 cantons (cantons de Guéret-Nord, Guéret-Sud-Ouest et Guéret-Est) en 1973, le département de la Creuse compte 27 cantons.
Liste des 27 cantons du département de la Creuse, par arrondissement :
- arrondissement d'Aubusson (12 cantons - sous-préfecture : Aubusson) :
canton d'Aubusson - canton d'Auzances - canton de Bellegarde-en-Marche - canton de Chambon-sur-Voueize - canton de Chénérailles - canton de La Courtine - canton de Crocq - canton d'Évaux-les-Bains - canton de Felletin - canton de Gentioux-Pigerolles - canton de Royère-de-Vassivière - canton de Saint-Sulpice-les-Champs
- arrondissement de Guéret (15 cantons - préfecture : Guéret) :
canton d'Ahun - canton de Bénévent-l'Abbaye - canton de Bonnat - canton de Bourganeuf - canton de Boussac - canton de Châtelus-Malvaleix - canton de Dun-le-Palestel - canton de Guéret-Nord - canton de Guéret-Sud-Est - canton de Guéret-Sud-Ouest - canton de Jarnages - canton du Grand-Bourg - canton de Pontarion - canton de Saint-Vaury - canton de La Souterraine

### Période de 2015 à aujourd'hui
Dans la poursuite de la réforme territoriale engagée en 2010, l'Assemblée nationale adopte définitivement le 17 avril 2013 la réforme du mode de scrutin pour les élections départementales destinée à garantir la parité hommes/femmes. Les lois (loi organique 2013-402 et loi 2013-403) sont promulguées le 17 mai 2013. À partir de mars 2015, date du premier renouvellement général des assemblées départementales suivant la publication du décret, les conseillers départementaux sont élus au scrutin majoritaire binominal mixte. Les électeurs de chaque canton éliront au Conseil départemental, nouvelle appellation des Conseils généraux, deux membres de sexe différent, qui se présenteront en binôme de candidats. Les conseillers départementaux seront élus pour 6 ans au scrutin binominal majoritaire à deux tours, l'accès au second tour nécessitant 10 % des inscrits au 1er tour. En outre la totalité des conseillers départementaux est renouvelée.
Ce nouveau mode de scrutin nécessite un redécoupage des cantons dont le nombre est divisé par deux avec arrondi à l'unité impaire supérieure si ce nombre n'est pas entier impair et avec des conditions de seuils minimaux. Dans la Creuse le nombre de cantons passe ainsi de 27 à 15.
Les critères du remodelage cantonal sont les suivants : le territoire de chaque canton doit être défini sur des bases essentiellement démographiques, le territoire de chaque canton doit être continu et les communes de moins de 3 500 habitants sont entièrement comprises dans le même canton. Il n’est fait référence, ni aux limites des arrondissements, ni à celles des circonscriptions législatives.
Conformément à de multiples décisions du Conseil constitutionnel depuis 1985 et notamment sa décision n° 2010-618 DC du 9 décembre 2010, il est admis que le principe d’égalité des électeurs au regard des critères démographiques est respecté lorsque le ratio conseiller/habitant de la circonscription est compris dans une fourchette de 20 % de part et d'autre du ratio moyen conseiller/habitant du département. Pour le département de la Creuse, la population de référence est la population légale en vigueur au 1er janvier 2013, à savoir la population millésimée 2010, soit 123 029 habitants. Avec 15 cantons la population moyenne par conseiller départemental est de 8 202 habitants. Ainsi la population de chaque nouveau canton doit-elle être comprise entre 6 562 habitants et 9 842 habitants pour respecter le principe de l'égalité citoyenne au vu des critères démographiques.

## Composition actuelle

### Composition détaillée
| N°     | Nom du Canton   | Bureau centralisateur | Population 2010         | Écart /moyenne | Nombre de communes entières | Communes composant le canton |
| ------ | --------------- | --------------------- | ----------------------- | -------------- | --------------------------- | --- |
| 1      | Ahun            | Ahun                  | 7 232                   | 0,88           | 27                          | Ahun, Ars, Banize, Chamberaud, La Chapelle-Saint-Martial, Chavanat, Le Donzeil, Fransèches, Janaillat, Lépinas, Maisonnisses, Mazeirat, Moutier-d'Ahun, Peyrabout, Pontarion, La Pouge, Saint-Avit-le-Pauvre, Saint-Georges-la-Pouge, Saint-Hilaire-la-Plaine, Saint-Hilaire-le-Château, Saint-Martial-le-Mont, Saint-Michel-de-Veisse, Saint-Yrieix-les-Bois, Sardent, Sous-Parsat, Thauron, Vidaillat. |
| 2      | Aubusson        | Aubusson              | 9 708                   | 1,18           | 21                          | Alleyrat, Aubusson, Bellegarde-en-Marche, Blessac, Bosroger, Champagnat, La Chaussade, Lupersat, Mainsat, Mautes, Néoux, Saint-Alpinien, Saint-Amand, Saint-Avit-de-Tardes, Saint-Domet, Saint-Maixant, Saint-Marc-à-Frongier, Saint-Pardoux-le-Neuf, Saint-Silvain-Bellegarde, Saint-Sulpice-les-Champs, La Serre-Bussière-Vieille. |
| 3      | Auzances        | Auzances              | 8 203                   | 1              | 35                          | Auzances, Basville, Beissat, Brousse, Bussière-Nouvelle, Chard, Charron, Châtelard, Clairavaux, Le Compas, La Courtine, Crocq, Dontreix, Flayat, Lioux-les-Monges, Magnat-l'Étrange, Malleret, Les Mars, Le Mas-d'Artige, La Mazière-aux-Bons-Hommes, Mérinchal, Pontcharraud, Rougnat, Saint-Agnant-près-Crocq, Saint-Bard, Saint-Georges-Nigremont, Saint-Martial-le-Vieux, Saint-Maurice-près-Crocq, Saint-Merd-la-Breuille, Saint-Oradoux-de-Chirouze, Saint-Oradoux-près-Crocq, Saint-Pardoux-d'Arnet, Sermur, La Villeneuve, La Villetelle. |
| 4      | Bonnat          | Bonnat                | 7 450                   | 0,91           | 17                          | Bonnat, Le Bourg-d'Hem, La Cellette, Chambon-Sainte-Croix, Champsanglard, Châtelus-Malvaleix, Chéniers, La Forêt-du-Temple, Genouillac, Linard-Malval, Lourdoueix-Saint-Pierre, Méasnes, Mortroux, Moutier-Malcard, Nouziers, Roches, Saint-Dizier-les-Domaines. |
| 5      | Bourganeuf      | Bourganeuf            | 6 853                   | 0,84           | 17                          | Auriat, Bosmoreau-les-Mines, Bourganeuf, Faux-Mazuras, Mansat-la-Courrière, Montboucher, Saint-Amand-Jartoudeix, Saint-Dizier-Masbaraud, Saint-Junien-la-Bregère, Saint-Martin-Sainte-Catherine, Saint-Moreil, Saint-Pardoux-Morterolles, Saint-Pierre-Chérignat, Saint-Pierre-Bellevue, Saint-Priest-Palus, Soubrebost. |
| 6      | Boussac         | Boussac               | 6 625                   | 0,81           | 17                          | Bétête, Bord-Saint-Georges, Boussac, Boussac-Bourg, Bussière-Saint-Georges, Clugnat, Jalesches, Lavaufranche, Leyrat, Malleret-Boussac, Nouzerines, Saint-Marien, Saint-Pierre-le-Bost, Saint-Silvain-Bas-le-Roc, Soumans, Tercillat, Toulx-Sainte-Croix. |
| 7      | Dun-le-Palestel | Dun-le-Palestel       | 8 337                   | 1,02           | 17                          | Azerables, Bazelat, La Celle-Dunoise, La Chapelle-Baloue, Colondannes, Crozant, Dun-le-Palestel, Fresselines, Lafat, Maison-Feyne, Naillat, Nouzerolles, Sagnat, Saint-Germain-Beaupré, Saint-Sébastien, Saint-Sulpice-le-Dunois, Villard. |
| 8      | Évaux-les-Bains | Évaux-les-Bains       | 6 735                   | 0,82           | 17                          | Arfeuille-Châtain, Auge, Budelière, Chambon-sur-Voueize, Chambonchard, Évaux-les-Bains, Fontanières, Lépaud, Lussat, Nouhant, Reterre, Saint-Julien-la-Genête, Saint-Priest, Sannat, Tardes, Verneiges, Viersat. |
| 9      | Felletin        | Felletin              | 6 697                   | 0,82           | 19                          | Croze, Faux-la-Montagne, Felletin, Féniers, Gentioux-Pigerolles, Gioux, Le Monteil-au-Vicomte, Moutier-Rozeille, La Nouaille, Poussanges, Royère-de-Vassivière, Saint-Frion, Saint-Marc-à-Loubaud, Saint-Martin-Château, Saint-Quentin-la-Chabanne, Saint-Yrieix-la-Montagne, Sainte-Feyre-la-Montagne, Vallière, La Villedieu. |
| 10     | Gouzon          | Gouzon                | 9 655                   | 1,18           | 26                          | Blaudeix, La Celle-sous-Gouzon, Le Chauchet, Chénérailles, Cressat, Domeyrot, Gouzon, Issoudun-Létrieix, Jarnages, Ladapeyre, Lavaveix-les-Mines, Parsac-Rimondeix, Peyrat-la-Nonière, Pierrefitte, Pionnat, Puy-Malsignat, Saint-Chabrais, Saint-Dizier-la-Tour, Saint-Julien-le-Châtel, Saint-Loup, Saint-Médard-la-Rochette, Saint-Pardoux-les-Cards, Saint-Silvain-sous-Toulx, Trois-Fonds, Vigeville. |
| 11     | Le Grand-Bourg  | Grand-Bourg           | 7 301                   | 0,89           | 17                          | Arrènes, Augères, Aulon, Azat-Châtenet, Bénévent-l'Abbaye, Ceyroux, Chamborand, Châtelus-le-Marcheix, Fleurat, Fursac, Le Grand-Bourg, Lizières, Marsac, Mourioux-Vieilleville, Saint-Goussaud, Saint-Priest-la-Plaine. |
| 12     | Guéret-1        | Guéret                | 3 809 + fraction Guéret | 0,46           | 4 + fraction Guéret         | 1° Les communes suivantes : La Saunière, Savennes, Saint-Laurent, Sainte-Feyre. 2° La partie de la commune de Guéret située au nord de la ligne de chemin de fer de Bordeaux à Genève. |
| 13     | Guéret-2        | Guéret                | 1 647 + fraction Guéret | 0,2            | 6 + fraction Guéret         | 1° Les communes suivantes : La Chapelle-Taillefert, Montaigut-le-Blanc, Saint-Christophe, Saint-Éloi, Saint-Silvain-Montaigut, Saint-Victor-en-Marche. 2° La partie de la commune de Guéret non incluse dans le canton de Guéret-1. |
| 14     | Saint-Vaury     | Saint-Vaury           | 9 554                   | 1,16           | 11                          | Ajain, Anzême, La Brionne, Bussière-Dunoise, Gartempe, Glénic, Jouillat, Saint-Fiel, Saint-Léger-le-Guérétois, Saint-Sulpice-le-Guérétois, Saint-Vaury. |
| 15     | La Souterraine  | La Souterraine        | 9 650                   | 1,18           | 7                           | Noth, Saint-Agnant-de-Versillat, Saint-Léger-Bridereix, Saint-Maurice-la-Souterraine, Saint-Priest-la-Feuille, La Souterraine, Vareilles. |
| Totaux |                 |                       | 123 029                 |                | 260                         | |

### Répartition par arrondissement
Contrairement à l'ancien découpage où chaque canton était inclus à l'intérieur d'un seul arrondissement, le nouveau découpage territorial s'affranchit des limites des arrondissements. Certains cantons peuvent être composés de communes appartenant à des arrondissements différents. Dans le département de la Creuse, c'est le cas de trois cantons (Ahun, Bourganeuf, Gouzon).
Le tableau suivant présente la répartition par arrondissement :
| N° | Canton          | Aubusson | Guéret              |
| -- | --------------- | -------- | ------------------- |
| 1  | Ahun            | 10       | 17                  |
| 2  | Aubusson        | 21       |                     |
| 3  | Auzances        | 35       |                     |
| 4  | Bonnat          |          | 18                  |
| 5  | Bourganeuf      | 4        | 13                  |
| 6  | Boussac         |          | 17                  |
| 7  | Dun-le-Palestel |          | 17                  |
| 8  | Évaux-les-Bains | 17       |                     |
| 9  | Felletin        | 19       |                     |
| 10 | Gouzon          | 11       | 14                  |
| 11 | Le Grand-Bourg  |          | 17                  |
| 12 | Guéret-1        |          | 4 + fraction Guéret |
| 13 | Guéret-2        |          | 6 + fraction Guéret |
| 14 | Saint-Vaury     |          | 11                  |
| 15 | La Souterraine  |          | 7                   |
|    | 260             | 118      | 142                 |

## Homonymies
Il n'y a pas d'homonymie pour l'arrondissement et le canton d'Aubusson (mais la commune chef-lieu a un homonyme exact et un homonyme partiel).